# سانت‌رامو این کوله
سانت‌رامو این کوله (به ایتالیایی: Santeramo in Colle) یک کومونه در ایتالیا است که در استان باری واقع شده‌است. سانت‌رامو این کوله ۱۴۳ کیلومتر مربع مساحت و ۲۷٬۵۵۰ نفر جمعیت دارد و ۵۱۴ متر بالاتر از سطح دریا واقع شده‌است.

## خواهرخوانده
شهرهای بولک، باد زکینگین و فرمیا خواهرخوانده‌های سانت‌رامو این کوله هستند.